# Pfarrkirche Limberg
Die Pfarrkirche Limberg hl.Jakob ist eine geostete, romanische, römisch-katholische Kirche in Limberg, einer Katastralgemeinde von Maissau in Niederösterreich. Sie steht gemäß Verordnung des Bundesdenkmalamtes unter Denkmalschutz (Listeneintrag).
Die Pfarre liegt im Dekanat Sitzendorf in dem zur Erzdiözese Wien gehörenden Vikariat Unter dem Manhartsberg.
Das Gebäude ist ein romanischer Saalbau, der etwas erhöht im westlichen Ortsteil von Limberg liegt.

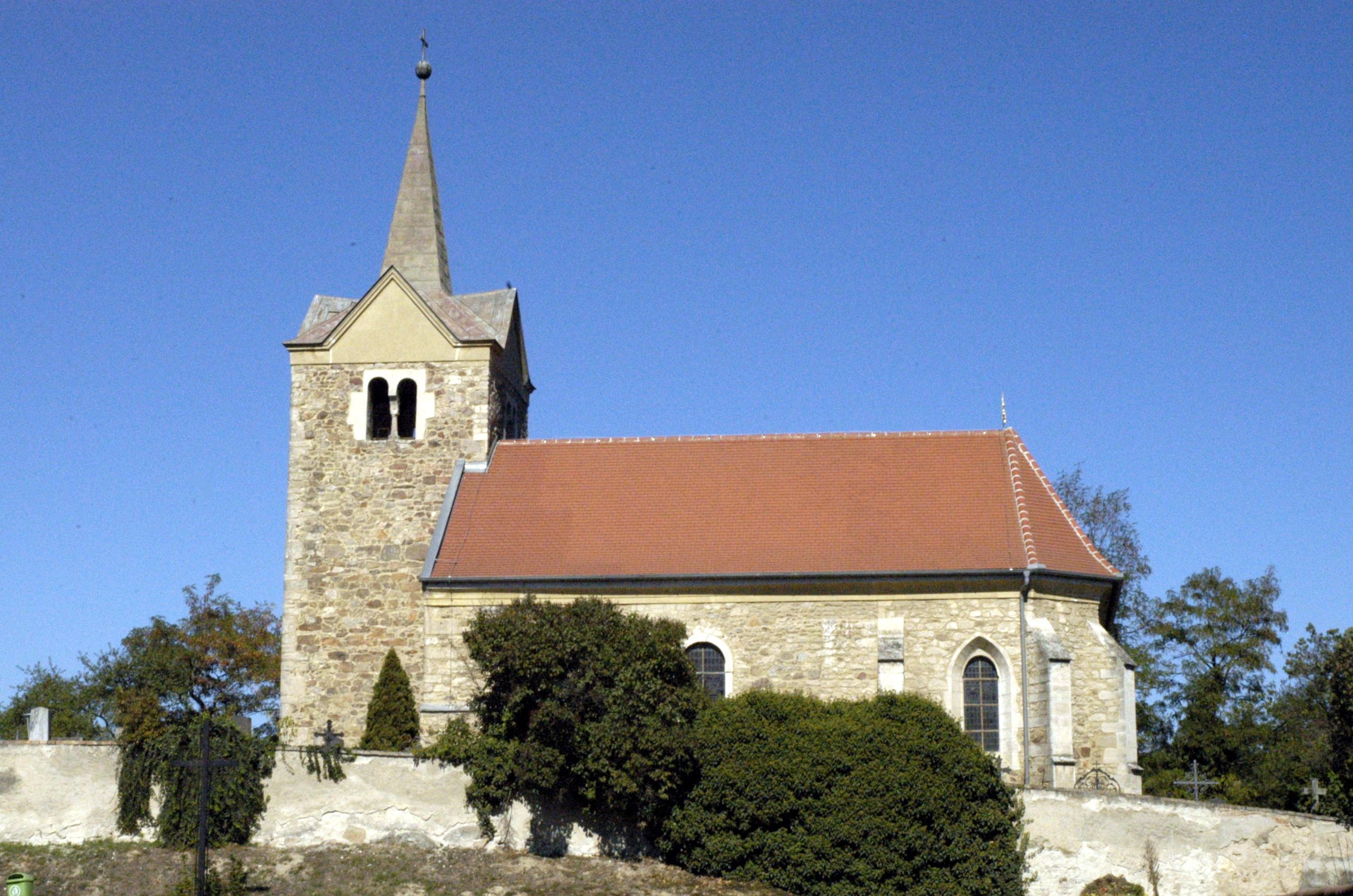
Filialkirche Limberg

## Geschichte
Im Jahre 1267 wurde die Kirche als Filialkirche von Eggenburg erstmals urkundlich erwähnt. Für die eine Hälfte des Ortes kam es im Jahre 1267 zur Errichtung eines Vikariates, welchem im Jahre 1282 auch die andere Ortshälfte zugeteilt wurde, ehe die Pfarre Anfang des 16. Jahrhunderts verwaiste. Ab dem Jahre 1564 scheint sie als Filiale von Eggenburg der Pfarre Straning zugehörig auf. Seit 1. Jänner 1962 ist Limberg eine eigenständige Pfarre.

## Baubeschreibung

### Außen
Die Kirche steht an der nördlichen Seite des von einer mittelalterlichen Mauer umgebenen Friedhofes. Der mächtige Baukörper aus dem 12. Jahrhundert besteht aus unverputztem Bruchstein- und Quadermauerwerk, der wehrhafte dreigeschoßige Turm mit erneuertem Pyramidenhelm ist der Westfront zwischen Giebelschmiegen, leicht nach Norden versetzt, vorgestellt. Der spitze Helm trägt eine Turmkugel mit schlichtem Kreuz. Das Langhaus wird von einem Satteldach abgeschlossen, welches am Übergang zum Dach des Chores von einem Patriarchenkreuz bekrönt wird.
Das erste Obergeschoß des Turmes hat ein Kreuzgratgewölbe, das Schallgeschoß hat eine Klangarkade aus romanischen gekuppelten Fenstern mit gedrungenen Mittelsäulchen. Die Würfelkapitelle der Säulchen sind ornamental reliefiert.
Langhaus und Chor wurden vermutlich im 15. Jahrhundert nach Süden erweitert. Die Fassade ist südöstlich durch einfache abgetreppte übergiebelte Strebepfeiler mit Wasserschlägen sowie ein Spitzbogenfenster gegliedert. Die anderen Fenster sind als Rundbogenfenster ausgeführt. An der Südfassade befindet sich ein spätgotisches Rechteckportal mit erneuertem Türsturz sowie eine spätgotische Nische mit Dreipassmaßwerk.
Barocke Veränderungen an der Ostwand des ehemals romanischen Chores sind mit „1697“ bezeichnet. Nördlich des Chores befindet sich ein schlichter Sakristeianbau, westlich davon Reste eines vermauerten romanischen Fensters.

### Innen
Zwei Pfeiler tragen die schlichte Empore, welche den annähernd quadratischen flach gedeckten Saal im Westen abschließt. Ein leicht eingezogener halbkreisförmiger barocker Triumphbogen bildet den Übergang zu einem breiten, seichten Chor mit korbbogigem Tonnengewölbe und Stichkappe.

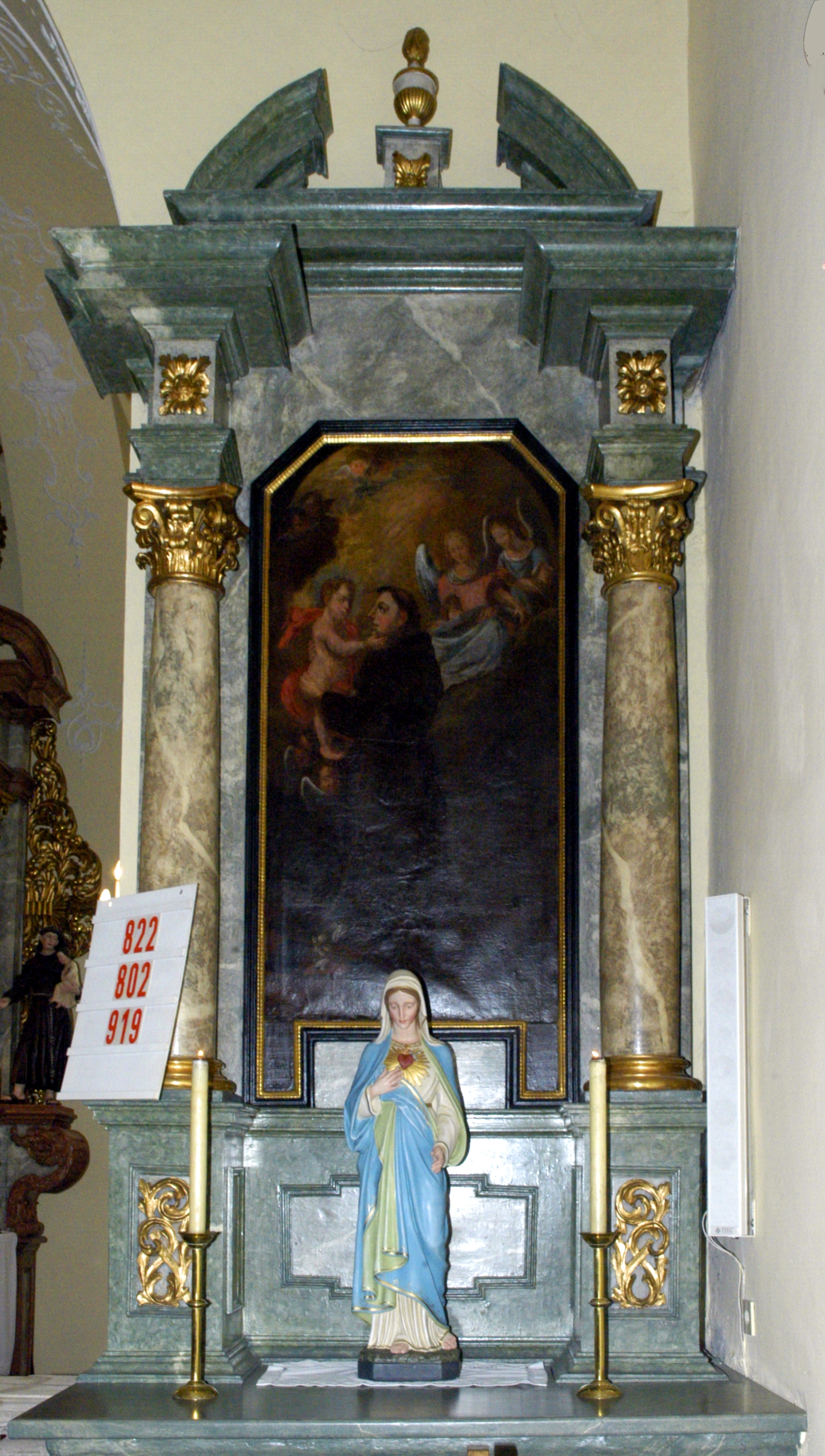
Der rechte Seitenaltar

Der Triumphbogen, das Chorgewölbe und die mit Bandlwerkstuck versehenen Fensterlaibungen stammen aus der Zeit um das Jahr 1730. Ein zart genutetes Rechteckportal nördlich des Chores öffnet sich zu einem barocken Sakristeiraum mit Kreuzgratgewölbe.
Im Jahre 1950 wurde der Zugang zur Empore über den Turm ermöglicht und die Kirchendecke erneuert.

## Ausstattung
Aus der Zeit um das Jahr 1700 stammt der Hochaltar. Das Säulenretabel mit einer Darstellung von Jakobus dem Älteren ist mit „Josef Pfeiffer 1826“ bezeichnet und wird von Statuen der Heiligen Johannes Nepomuk und Antonius von Padua aus dem Anfang des 18. Jahrhunderts flankiert. Das Oberbild aus dem 19. Jahrhundert zeigt Maria mit dem Kind.
Zu beiden Seiten des Triumphbogens stehen gleichartige Seitenaltäre mit Säulenretabeln und gesprengten Giebeln. Das Altarblatt des linken Seitenaltares zeigt den heiligen Sebastian als Märtyrer, davor ist eine Herz-Jesu-Statue. Auf dem Altarblatt des rechten Seitenaltares ist der heilige Antonius von Padua dargestellt, davor steht eine Marienstatue.
Zur Ausstattung gehören ein barockes gebuckeltes Weihwasserbecken und ein steinerner Opferstock mit dem Relief eines Heiligen mit Bettelsack, vermutlich des Felix von Cantalice aus dem 17. Jahrhundert. Zwei Konsolstatuen und einfache gerahmte Kreuzwegbilder hinter Glas vervollständigen die Innenausstattung.

### Orgel
Die Orgel aus der Mitte des 18. Jahrhunderts ist mit reichem barocken Dekor, Schnitzwerk und Putten verziert. Wie aus Kirchenrechnungen hervorgeht, wurde das Instrument um die Mitte des 19. Jahrhunderts repariert. Eine Renovierung fand im Juni 1931 durch den Orgelbaumeister Wilhelm Brieger aus Klosterneuburg statt. Dabei wurde eine neue Klaviatur eingebaut, die beiden vorhandenen Register (Burdon 8 und Salizonal 8) ausgebessert und ergänzt sowie ein Zinnregister (4-Fuß Prospekt) neu eingestellt.
Im Jahre 1950 wurde die Orgel im Zuge der Erneuerung des Zuganges zur Empore abgebaut und in der Zeit zwischen dem 15. Juni und Allerheiligen renoviert. Zwischen 16. und 18. März 1961 wurde das Instrument gereinigt, gestimmt und eingelassen. Ein neuerlicher Abbau samt Transport zum Orgelbaumeister Ph. Eppel nach Wien erfolgte im Jahre 1964. Das Instrument erhielt ein Elektrogebläse und wurde überholt. Die Arbeiten dauerten von 6. April bis zum 29. Juni 1964. Im Jahre 1980 wurde die Orgel neu gestrichen.

### Glocken
Der erste Hinweis auf zwei Glocken in der Pfarrkirche findet sich in einem Schreiben vom 17. März 1621 über Kriegsverwüstungen während des Dreißigjährigen Krieges. Auch in einem Inventarium vom 29. Februar 1808 und vom 28. Juli 1810 werden zwei Glocken angeführt.
Im Ersten Weltkrieg verblieb nur eine Glocke in der Kirche, die im Jahre 1849 von der Hofgießerei in Wien hergestellt worden war und 250 Kilogramm wog. Im Jahre 1925 wurde eine zusätzliche neue Glocke bei der Gießerei Kuttner in Wien in Auftrag gegeben und am 25. Oktober 1925 geweiht. Sie wog 106 Kilogramm.
Beide Glocken mussten im Juni 1942 während des Zweiten Weltkrieges als Metallspende des deutschen Volkes abgeliefert werden. Ein 14 Kilogramm schweres Glöckchen, das vom Dachboden des Schlosses auf den Kirchturm gebracht wurde, diente als Ersatz.
Im Jahre 1949 wurden zwei neue Zinnbronzeglocken durch die Glockengießerei Josef Pfundner in Wien hergestellt und am 5. Juni 1949 im Hof von Schloss Limberg durch den Abt von Stift Altenburg, Prälat Maurus Knappek, geweiht. Der Preis belief sich auf etwa 12.000 Schilling.
Die größere „Gloria Dei“ hat den Ton „h“ und ein Gewicht von 294 Kilogramm, die kleinere „Pax hominibus“ Marienglocke und Glocke der Gefallenen hat den Ton „dis“ und ist 150 Kilogramm schwer.
Im Jahre 1969 wurde eine weitere Glocke bei der Glockengießerei Pfundner für etwa 10.000 Schilling in Auftrag gegeben, deren Weihe am 11. Mai 1969 erfolgte. Sie hat den Ton „fis“, ist 100 Kilogramm schwer und dient auch als Totenglöckchen (Zügenglöckchen). Sie trägt ein Relief des heiligen Josef als Vorbild der Arbeiter und Patron der Sterbenden sowie die Inschrift „Zur Erinnerung an den ersten Anbetungstag der Pfarrgemeinde Limberg am 19. März 1969“.